# فيروتشيو مانزا
فيروتشيو مانزا (بالإيطالية: Ferruccio Manza)‏ مواليد 26 أبريل 1943 في بريشا، هو دراج إيطالي سابق. سبق أن شارك في دورة الألعاب الأولمبية الصيفية وفاز بميدالية أولمبية.

## سجل النتائج

### سباقات أو مراحل فاز بها
- بطولة العالم لسباق الدراجات على الطريق

## الميداليات
| الميدالية | المسابقة                       |
| --------- | ------------------------------ |
| فضية      | الألعاب الأولمبية الصيفية 1964 |

## روابط خارجية
- فيروتشيو مانزا على موقع أرشيف الدراجات (الإنجليزية)
- فيروتشيو مانزا على موقع إحصائيات الدراجات الإحترافية (الإنجليزية)
- فيروتشيو مانزا على موقع CycleBase (الإنجليزية)
- فيروتشيو مانزا على موقع اللجنة الأولمبية الدولية (الإنجليزية)
- فيروتشيو مانزا على موقع أوليمبيديا (الإنجليزية)
- فيروتشيو مانزا على موقع اللجنة الأولمبية الإيطالية (الإيطالية)